# Грб Онтарија
Грб Онтарија у данашњем облику формиран је у два наврата - започет је 1868. године када је краљица Викторија даровала штит, док су креста и држачи додати 1909. одобрењем краља Едварда VII.

## Симболи
Штит грба (који се појављује на застави Онтарија) састоји се од доњег дела у коме је приказана јаворова грана са три златна листа на зеленој подлози (симбол припадности Канади)и горњег где је приказан крст светог Ђорђа (симбол Енглеске, у овом случају симбол енглеског наслеђа и етничког састава провинције). 
Креста је амерички црни медвед који стоји на златно-зеленом венцу, а држачи су јелен и лос. Све ово симболише фауну Онтарија.
Мото је на латинском Ut incepit Fidelis sic permanet - „почела је лојална, остаје лојална“. Односи се на британске ројалисте који су напустили подручје где је била у току Америчка револуција и населили се у овом делу Канаде који је тада припадао Квебеку.